# László Hartmann
László Hartmann (Budapest, 17 agosto 1901 – Tripoli, 16 maggio 1938) è stato un pilota automobilistico ungherese.

## Biografia
László Hartmann era l'erede di una facoltosa famiglia ungherese. Sebbene non sembrasse avere particolari doti di guida al momento di conseguire la patente, con gli anni si affermò come uno dei più abili piloti ungheresi nel periodo precedente alla Seconda guerra mondiale. La sua carriera iniziò alla fine degli anni venti, quando si iscrisse a gare in salita e su circuiti locali con la sua Hupmobile privata. Poco dopo iniziò a gareggiare con una vera vettura da gara, avendo acquistato una Bugatti T35B dal conte Tivadar Zichy nel 1929. Con questa vettura, insieme ad una Bugatti 37A acquistata nel 1930, Hartmann iniziò a gareggiare a livello europeo, oltre a mantenere l'impegno a livello locale, arrivando in molte occasioni tra i primi 5, fino ad ottenere il secondo posto al Campionato europeo della montagna 1930 nella categoria delle vetture da corsa.
Le sue prestazioni attirarono l'interesse della Bugatti che gli fornì saltuariamente una T51, con cui vinse la gara in salita di Guggenberg nel 1932 e nel 1933. Nello stesso periodo, Hartmann aumentò le sue presenze ai Gran Premi, finendo spesso la gara nei primi dieci classificati.
A partire dal 1935, Hartmann decise di sostituire le Bugatti usate in precedenza e gareggiare con una Maserati 8CM, che dipinse con i colori nazionali. Con questa vettura, il pilota ungherese raggiunse i risultati più importanti della sua carriera: terzo al Gran Premio di Comminges, quarto al Gran Premio delle Frontiere. Nel 1937 ottenne la Maserati 6C 34 che era stata di Tazio Nuvolari. Pur ottenendo risultati di rilievo per un pilota privato, in quegli anni a dominare le gare erano le Frecce d'argento, pesantemente finanziate dal governo tedesco. Al di fuori del circuito dei Gran Premi, Hartmann continuò a correre e vincere nelle gare in salita e nella categoria Voiturette. I suoi successi spinsero addirittura la Maserati a supportarlo in maniera semi-ufficiale, consentendogli così di guadagnarsi il primo ingaggio come pilota.

## La morte
Le prospettive di carriera per Hartmann erano ottime ma, purtroppo, la sua prima gara importante per il 1938 finì per essere l'ultima della sua vita: al Gran Premio di Tripoli, insolitamente, le vetture da Gran Premio e le Voiturette corsero insieme anziché in eventi separati. La confusione alla partenza fu tale che alcune Voiturette si mossero in anticipo, creando una mischia con le più veloci vetture da Gran Premio all'entrata della prima curva. La differenza di velocità tra le due categorie causò molti incidenti, anche fatali, durante la gara, tra cui quello in cui perse la vita Eugenio Siena, pilota ufficiale dell'Alfa Romeo. Al suo undicesimo giro, la Maserati 4CM di Hartmann entrò in collisione con l'Alfa Romeo 312C di Nino Farina, che aveva già un giro di vantaggio su di lui. Non appena Farina cercò di doppiarlo una seconda volta, le ruote delle due vetture si toccarono, facendole finire fuori strada dopo alcuni ribaltamenti. Entrambi i piloti furono sbalzati fuori dall'abitacolo, ma mentre Farina se la cavò con tagli e contusioni, Hartmann si spezzò la spina dorsale, e morì in ospedale la mattina seguente. Dopo una breve cerimonia sul posto, la salma del pilota ungherese fu rimpatriata e tumulata a Budapest, nel cimitero di Rákoskeresztúr.

## Risultati

### Risultati nel Campionato europeo di automobilismo
| 1935 | Scuderia       | Vettura                   | MON | FRA | BEL | GER | SVI | ITA | SPA | Punti | Posizione |
| ---- | -------------- | ------------------------- | --- | --- | --- | --- | --- | --- | --- | ----- | --------- |
| 1935 | Pilota privato | Maserati 8CM              |     |     |     | Rit | Rit |     |     | 52    | 28º       |
| 1937 | Scuderia       | Vettura                   | BEL | GER | MON | SVI | ITA |     |     | Punti | Posizione |
| 1937 | Pilota privato | Maserati 8CM Maserati 6CM |     | Rit | Rit | 9   |     |     |     | 29    | 11º       |

### Risultati nei Gran Premi di automobilismo
| 1933    | Scuderia       | Vettura      | MON | FRA | BEL | ITA | SPA |     | Posizione |
| ------- | -------------- | ------------ | --- | --- | --- | --- | --- | --- | --------- |
| 1933    | Pilota privato | Bugatti T35B | 8   |     |     |     |     |     | -         |
| 1934    | Scuderia       | Vettura      | MON | FRA | GER | BEL | ITA | SPA | Posizione |
| 1934    | Bugatti        | Bugatti T51  |     |     | 7   |     |     |     | -         |
| Legenda |                |              |     |     |     |     |     |     |           |